# ArtRave: The Artpop Ball
ArtRave: The Artpop Ball (stilizat ca artRAVE: the ARTPOP ball) a fost cel de-al patrulea turneu mondial al cântăreței americane Lady Gaga. Lansat cu scopul promovării celui de-al treilea album de studio al artistei, Artpop (2013), turneul a început la 4 mai 2014 și s-a încheiat pe 24 noiembrie 2014. Acesta a vizat orașele în care solista nu a putut să ajungă anterior în turneul Born This Way Ball, din cauza unei răni la șold, fiind nevoită să îl anuleze. Seria de concerte a fost precedată de un spectacol rezidențial de șapte zile organizat la Roseland Ballroom în Manhattan, New York, și de o interpretare la festivalul South by Southwest, ce a stârnit controverse datorită unei secvențe în care un artist a vomitat pe Gaga.
Conceptul turneului și numele acestuia sunt inspirate din petrecerea de lansare al albumului Artpop cu nume similar. Scena, asemănătoare cu o peșteră, a constat în două segmente conectate prin podiumuri realizate dintr-un material transparent, permițând publicului să se deplaseze în dedesubtul podiumurilor și să privească în același timp spectacolul. Costumele solistei pentru concert au inclus o ținută cu tentacule, una cu aripi acoperite de diamante, un costum cu influențe rave, precum și un lănțișor realizat din frunze de marijuana. Atât designerii costumelor, cât și coregrafii, au dorit să realizeze unui spectacol unic și coerent. Corpurile de iluminat folosite în turneu au fost asigurate de Clay Paky, ideea principală din spatele acestora fiind crearea unei experiențe rave captivante cu ajutorul luminilor. Ele au fost, de asemenea, concepute spre a permite modificări minore în cadrul spectacolului.
Turneul a fost produs de Live Nation, iar campania de promovare a fost realizată de Absolut Vodka în Statele Unite, și O2 în Regatul Unit. Bilete pentru numeroase concerte au fost epuizate într-o perioadă foarte scurtă de timp, determinând adăugarea de noi spectacole. Rapoartele negative legate de vânzările biletelor au fost respinse de directorul Live Nation, Arthur Fogel. Gaga s-a clasat în top zece în listele Billboard Boxscore pentru sumele de bani acumulate în urma turneelor din 2014. În final, ArtRave: The Artpop Ball a obținut încasări de 83 de milioane de dolari din cele 920.088 de bilete vândute la 74 de spectacole. Billboard l-a listat drept al nouălea cel mai bun concert al anului respectiv, cu 76 de spectacole raportate. Turneul a primit, de asemenea, recenzii pozitive din partea criticilor de specialitate, cu toate că unii dintre aceștia l-au criticat datorită incoerenței. La 24 noiembrie 2014, concertul a fost transmis live de la Arena Bercy din Franța.

## Informații generale

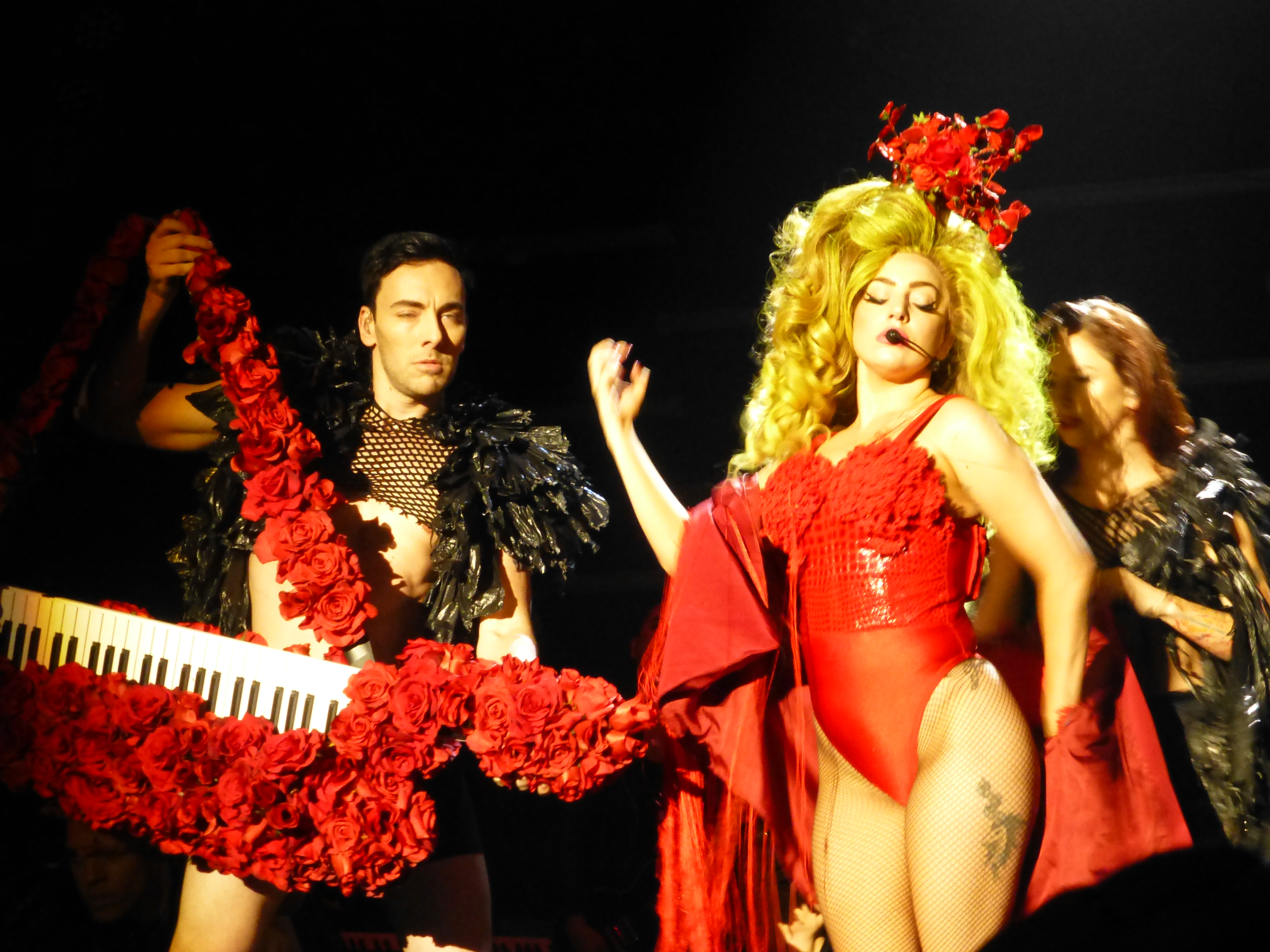
Gaga interpretând la spectacolul rezidențial organizat la Roseland Ballroom în luna martie a anului 2014.

Lady Gaga a organizat o petrecere privată în New York, cunoscută sub denumirea de ArtRave, în care aceasta a interpretat cântece de pe cel de-al treilea ei album de studio, Artpop, și a prezentat opere de artă. Ulterior, aceasta a preluat conceptul din ArtRave pentru a crea turneul ArtRave: The Artpop Ball. În urma anulării segmentului de concerte în America de Nord din cadrul turneului Born This Way Ball (2012–2013) din cauza unei accidentări grave la șold, noul turneu a început la 4 mai 2014 în Statele Unite, în orașul Fort Lauderdale, Florida. ArtRave: The Artpop Ball a vizat orașele în care artista nu a putut cânta anterior datorită anulării cauzate de o intervenție chirurgicală, precum și regiuni noi. În timpul unui interviu acordat ziarului The Independent, Gaga a declarat: „Atunci când sunt pe scena Artpop Ball, ideea principală din spatele spectacolului este să iau toată dezordinea din viața mea și să fac artă din ea – să întrețin spiritul viselor artistice și creativității, și să iau toate lucrurile care mă întristau și mă înfuriau... Am o abordare mult mai meditativă față de spectacol. Am urechi larg deschise. ArtRave are și ordini bine puse la punct, și există o latură de artă performance care a fost concepută.” Înainte de pornirea în turneu, Gaga a fost cap de afiș la șase spectacole (28, 30, 31 martie și 2, 4, 6 aprilie) organizate la Roseland Ballroom în Manhattan, New York. Un al șaptelea spectacol a fost adăugat la 7 aprilie, fiind urmat de închiderea și desființarea în mod oficial a locației.
De asemenea, Gaga a interpretat la festivalul anual South by Southwest (SXSW) organizat de Doritos, înăuntrul unui tonomat de șase etaje. Asociația de muzică și divertisment a orașului a refuzat inițial să-i acorde permisiunea lui Gaga de a cânta în locația respectivă, invocând „motive de securitate publică.” Don Pitts, reprezentat al asociației, a afirmat că motivul anulării cererii lui Gaga a fost acela că locul se află în apropierea unei parcări. Cu toate acestea, solista a anunțat la 6 martie 2014 că va cânta în cele din urmă la festival. Biletele au fost vândute către fani prin intermediul a diverse competiții și provocări. Randal Lane de la revista Forbes a relatat faptul că spectacolul va fi în sprijinul organizației Born This Way Foundation deținută de Gaga, dar și în sprijinul altor evenimente caritabile. Cu toate acestea, redactorul a opinat că „modul în care biletele sunt distribuite este destul de grosolan.” Concertul a primit critici datorită unei secvențe în care artista Millie Brown a vomitat un lichid verde peste Gaga, în timpul interpretării melodiei „Swine” de pe albumul Artpop. Momentul a stârnit nemulțumiri, fiind perceput drept o „glorificare” a tulburărilor de alimentație. Drept răspuns asupra controverselor, Brown a declarat pentru MTV News: „Înțeleg de ce unii oameni ar face o astfel de asociere, însă interpretarea mea nu a fost într-adevăr o afirmație legată de însăși tulburările de alimentație.” Gaga a susținut la emisiunea Today: „Eu și Millie știm că nu toată lumea va aprecia spectacolul nostru, însă amândouă credem cu tărie în exprimarea artistică și identitățile puternice, iar eu o sprijin în tot ceea ce face. Artpop, noul meu album, este despre a aduce muzica și arta împreună în spiritul rebeliunii creative, iar pentru noi, acel concert a fost artă în forma cea mai pură.”

## Dezvoltare

### Aranjamentul scenei

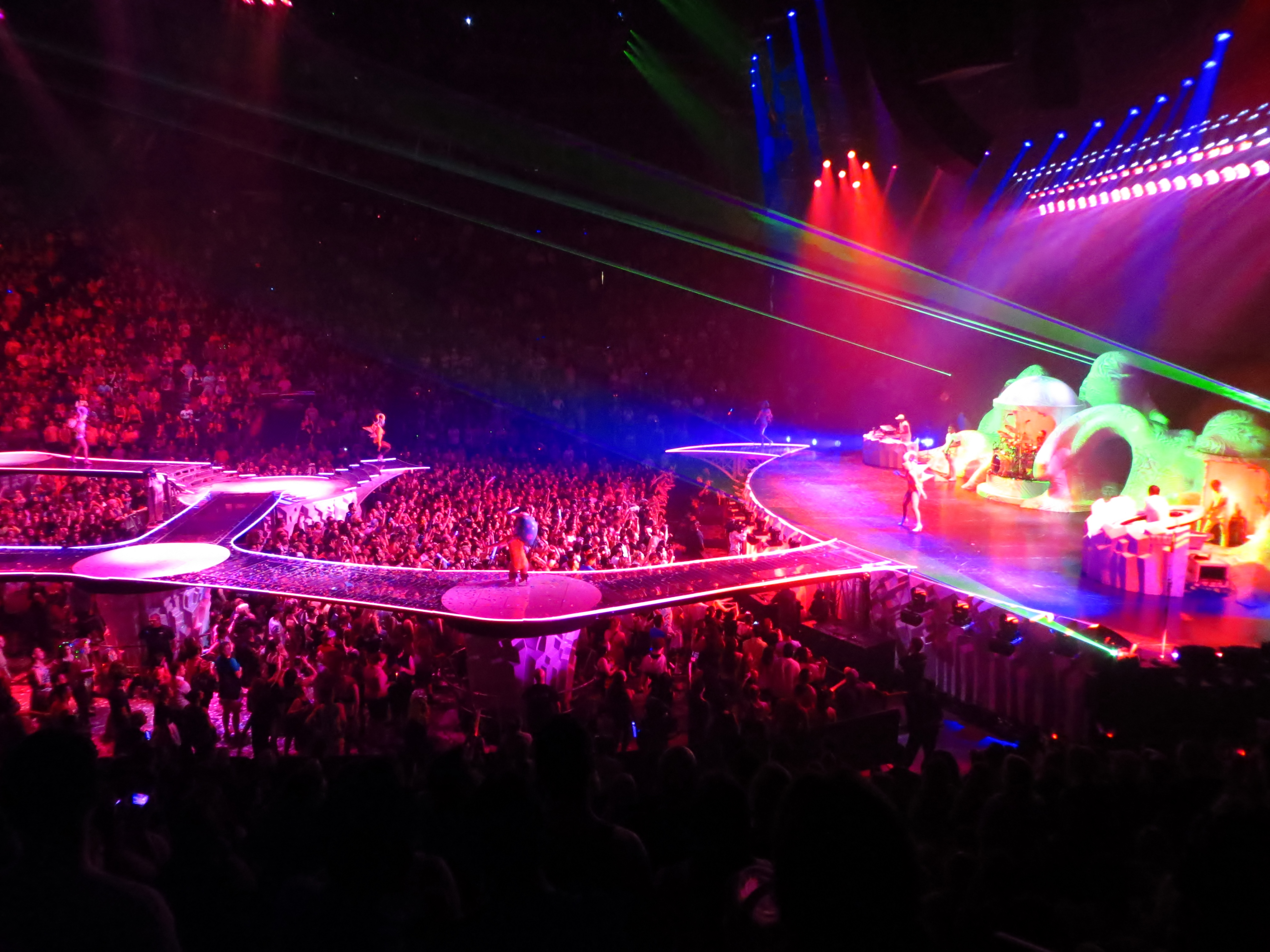
Scena turneului ce prezintă podiumuri cu ieșire spre public.

Gaga a dezvăluit pentru postul de radio Capital FM că și-a dorit ceva diferit față de aranjamentul „Monster Pit” organizat anterior în turneul Born This Way Ball, deoarece a fost întotdeauna limitată să cânte într-o singură porțiune a arenei. Astfel, Gaga și echipa ei au schițat două scene: cea principală, și cea suplimentară de la capătul îndepărtat al incintei. Cele două scene urmau să fie conectate prin intermediul unui podium fixat pe podeaua arenei, permițându-i solistei să interacționeze cu publicul. În luna martie a anului 2014, Gaga a postat pe contul ei de Twitter o fotografie a scenei, înfățișând o pasarelă care se extinde de la platforma generală până la locurile din spate cu rezervare, și apoi se bifurcă în alte două piste suplimentare, cu scene mici amplasate în public, la capăt. Cântăreața a afirmat că podiumurile vor avea o lungime de 34 de metri și vor fi realizate din plexiglas, mulțimea putând astfel să danseze sub ele, dar și să urmărească spectacolul în același timp. Scena principală a fost descrisă drept o peșteră albă, asemănătoare cu Atlantica din filmul Disney Mica sirenă (1989), și include un ecran digital ce afișează imagini cu stele și Luna.
Formația a fost amplasată în structurile strălucitoare și asemănătoare unor cupole albe, descrise de John Jurgenson de la ziarul The Wall Street Journal ca fiind similare planetei Tatooine din serialul Războiul stelelor. La capătul unui podium transparent a fost ascuns un pian sub o structură enormă, asemănătoare unei stalagmite, care amintește de Fortăreața Singurătății, prezentă în benzile desenate cu Superman. De asemenea, a fost instalat un bar cu vedere la zona cu pian, publicul putând astfel să comande băuturi și să privească spectacolul în același timp.  Carl Williot de la website-ul Idolator a comparat scena turneului cu cea a concertului ArtRave, fiind de părere că podiumurile prelungite și scenele mici o fac să semene cu „o insectă”. După ce Gaga a postat fotografia cu scena, hashtag-ul #LadyGagaTourStage a devenit unul dintre cele mai discutate subiecte pe Twitter. Potrivit lui Stacy Lambe de la revista Out, au fost necesare peste 21.000 de ore pentru ca scena și podiumurile să fie construite. Cincisprezece copaci gonflabili au fost instalați pe scenă pentru a oferi un aspect de grădină. Întreaga recuzită a avut nevoie de trei ore pentru a fi demontată, în timp ce douăzeci și unu de camioane au fost folosite pentru a o transporta. Directorul de producție Jason „JD” Danter a explicat că montarea scenei a început la ora 8:00, iar probele de verificare a sunetului și lumini au fost realizate în șase ore.
Pentru producția spectacolului, Gaga l-a cooptat pe coregraful Richard Jackson și întreaga echipă Haus of Gaga, toți încercând să vină cu idei în ceea ce privește modul în care concertele se vor desfășura și ce cântece vor fi interpretate. Echipa a trebuit să găsească, de asemenea, o cale de a combina toate ideile diferite și să le includă într-un spectacol unic și coerent. Pentru coregrafia care a inclus toate scenele montate, Jackson a fost nevoit să adopte o abordate diferită, pentru ca membrii din public să urmărească interpretarea din fiecare unghi.

### Designul costumelor

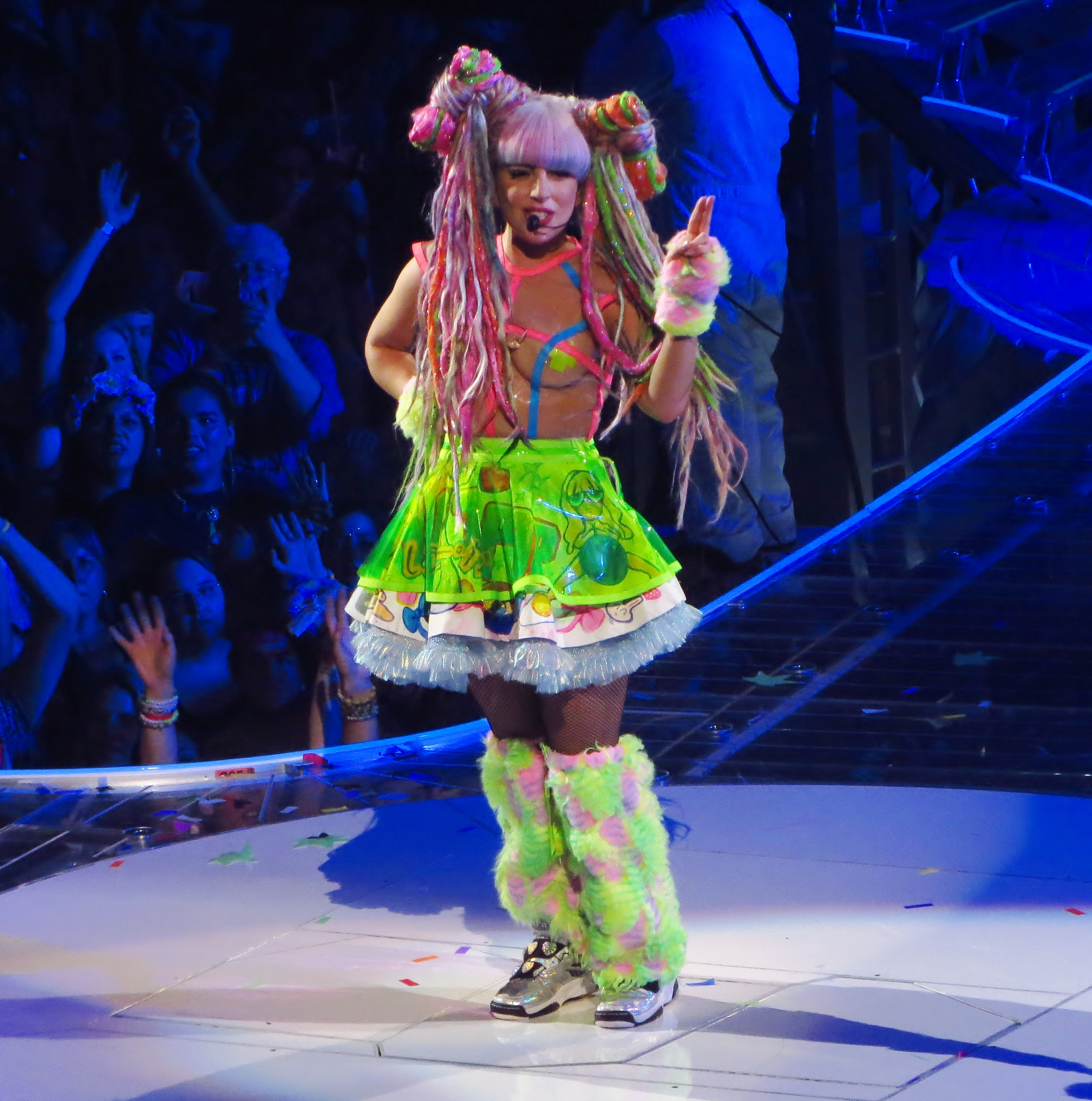
Gaga purtând o rochie cu influențe rave în ultimul segment al concertului.

Gaga nu a dezvăluit nicio ținută din cele pe care le-a purtat în cadrul turneului până la primul concert. Șapte costume au fost create pentru spectacol, câte unul pentru fiecare segment. Prima ținută este un costum mulat, acoperit cu diamante, și cu mingea albastră creată de Jeff Koons atașată în mijloc; mingea a fost anterior utilizată în fotografia pentru coperta albumului Artpop. Gaga a accesorizat rochia cu o pereche de aripi din pene și o perucă blondă și tip bob, asemănătoare cu cea purtată în perioada albumului The Fame. Un costum cu influențe rave a fost utilizat pentru ultimul segment al concertelor și a constat într-o perucă de șuvițe colorate și o pereche de jambiere făcute din blană. Articolele vestimentare au fost acompaniate de o bluză compusă din curele și mâneci de plastic transparente. Una dintre cele mai complexe ținute a fost un costum mulat făcut din latex cu buline, la care a fost atașat o pereche de tentacule și un cap cu două tentacule.
Artista a purtat, de asemenea, o rochie scurtă asortată cu o perucă tip bob și platinată; o altă versiune a rochiei a fost mai lungă, iar Gaga a purtat o perucă lungă în stilul Donatellei Versace. Înainte de ultimul segment, Gaga a purtat o pereche de pantaloni negri și o bustieră, ambele realizate din latex și acompaniate de o perucă verde și un colier realizat din frunze de marijuana. În final, cântăreața a purtat un bikini realizat din scoici și o perucă voluminoasă; ansamblul a fost utilizat anterior de Gaga în câteva interpretări live din cadrul campaniei de promovare a albumului Artpop. Dansatorii solistei au purtat costume colorate și neon, pălării, și accesorii similare. Turneul a inclus totodată o recuzită deosebită, printre care o chitară Gibson Flying V utilizată pentru cântecul „Venus”, un scaun de plastic în formă de labă, și o claviatură cu forma unui căluț de mare.
Publicația BBC News a raportat faptul că unele ținute pentru turneu au fost realizate de Dayne Henderson, absolvent al Universității Sunderland. El a fost ales de unul dintre stiliștii lui Gaga după ce a văzut o postare pe Twitter către artistă, incluzând o fotografie cu una dintre creațiile lui inspirate de moda fetish. Henderson a dezvoltat măști, glugi și accesorii de cap pentru Gaga și dansatorii ei. Articolele au fost create din latex și livrate către echipa solistei în termen de douăsprezece zile.

### Corpurile de iluminat
Roy Bennett, proiectant și designer de corpuri de iluminat, a folosit lumini LED Clay Paky A.leda B-Eye K20 și Clay Paky Sharpys drept atașamente iluminatorii în mișcare. De asemenea, în jur de 120 de corpuri B-Eyes by PKG au fost obținute pentru turneu, în timp ce controlul luminilor a fost asigurate de trei console grandMA2 în mărime naturală și 10 UNP-uri. Potrivit programatorului de lumini Jason Baeri, „maniera adoptată de Bennett a fost aceea ca spectacolul să fie un rave captivant, care să reflecte estetica de petrecere non-stop a lui Gaga... Iar asta înseamnă multă energie activă, vibrantă și vie—trebuie să fim la fel de activi pe scenă ca atunci când suntem în mulțime. Publicul face parte din concert tot atât de mult cât joacă rolul unei camere pline de spectatori, așa că a trebuit să-i includem în aceeași petrecere a lui Gaga, și nu doar să urmărească spectacolul de la distanță. Astfel, e ca și cum am programa două spectacole în același timp: ambele au trebuit să se comporte ca un singur element coerent.”
Bennett a început să lucreze la proiecția luminilor în luna noiembrie a anului 2013, trei luni mai târziu prezentându-le lui Gaga. Cântăreața a aprobat tema experienței publicului pe care Bennett o dezvolta. Luminile B-Eyes, cele care au fost utilizate anterior în spectacolele organizate la Roseland, au fost montate deasupra ecranelor video care aveau o mărime de 0.91 m × 12 m. Un sistem de frânghii a fost utilizat în fața scenei, în spate, în lateral, precum și în audiență, fiind accesoriul principal utilizat pentru iluminarea turneului. Baeri a explicat faptul că au întâmpinat dificultăți tehnice datorită conținutului cu un număr ridicat de pixeli. Corpurile B-Eyes au adăugat un total de 4.500 de pixeli și au variat prin toate configurațiile posibile. Efectele luminilor au variat în funcție de tonul și inflexiunile melodiei interpretate. Clay Paky a fost distribuit de A.C.T Lighting în spectacolele din America de Nord. Solotech au semnat un contract pentru a asigura conținutul video, în timp ce grupul 8th Day Sound a asigurat conținutul audio de-a lungul turneului.

## Descrierea spectacolului

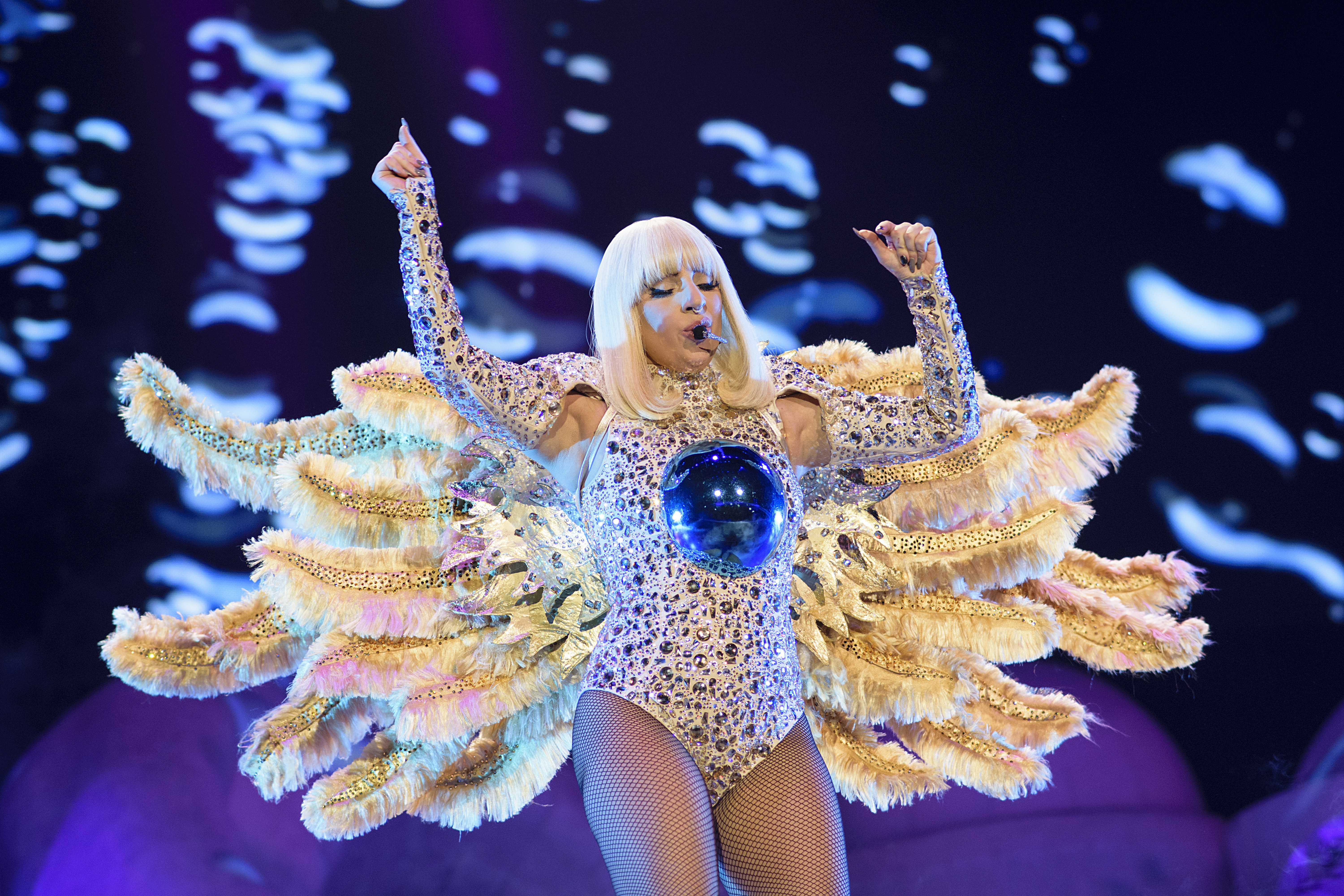
Lady Gaga cântând în deschiderea concertului piesa „Artpop”.

Concertul începe cu o introducere video legată de turneu, iar dansatorii apar ulterior pe scenă cu baloane și mingi albastre transparente. Videoclipul continuă până ce Gaga iese de sub scenă, purtând un costum mulat auriu și o pereche de aripi. Artista începe să cânte piesa „Artpop”, apoi „G.U.Y.”, cântecul menționat anterior incluzând aceeași coregrafie din videoclipul muzical. Melodia se schimbă apoi la „Donatella”, în timp ce pe ecran apar imagini intermitente și colorate cu stele și formațiuni de nori. Gaga cânta ulterior „Fashion!” la pian, și părăsește scena pentru a-și schimba ținuta, în timp ce formația cântă ultima parte a piesei.
Cea de-a doua secțiune începe cu „Venus”, iar flori gonflabile se ridică de sub scenă. Gaga apare purtând un bikini realizat dintr-un ansamblu de scoici și folosește o chitară drept recuzită. După un scurt discurs, cântăreața interpretează „Manicure” și „Cake Like Lady Gaga”. Artista dispare de pe scenă pentru a-și schimba ținuta din nou, iar formația cântă sfârșitul. Gaga apare pe scenă purtând un costum alb și o perucă, pe măsură ce un videoclip este redat pe ecran și o prezintă pe cântăreață învârtindu-se. O versiune scurtă a single-ului „Just Dance” este cântată, iar dansatorii sunt costumați drept „oameni ai mării”. O claviatură sub forma unui căluț de mare este utilizată pentru interpretare. Momentul este de urmat de versiuni scurte ale pieselor „Poker Face” și „Telephone”, făcând tranziția către o schimbare de garderobă.
Următorul segment începe cu Gaga purtând o rochie cu tentacule și cântând melodiile „Partynauseous” și „Paparazzi”, acompaniate de muzică ambientală și liniștită. Artista merge pe podiumuri, în timp ce dansatorii ei aduc scaunul „Monster Paw” și fac alte schimbări minore pe scenă. Solista începe să cânte „Do What U Want”, iar aproape de final, aceasta merge către pian pentru a interpreta piesa „Dope” și o versiune acustică a single-ului „Born This Way”. După un discurs către public, cântecul „Jewels n' Drugs” începe, iar Gaga dispare sub scenă. Un antract video este difuzat, înfățișând-o pe artistă dansând. Gaga se întoarce pe scenă, în apropiere de pian, purtând o rochie neagră din latex, o perucă verde, și interpretând refrenul piesei „Judas”.
„Aura” marchează trecerea la următorul segment al spectacolului, iar Gaga și dansatorii ei cântă și dansează pe scena principală. Artista interpretează apoi piesa „Sexxx Dreams” pe o canapea roșie, iar ulterior, scaune albe sunt aduse pe scenă de către dansatori pentru melodia „Mary Jane Holland”. Coregrafia cântecului include diverse secvențe de dans cu scaunul. Mai apoi, „Alejandro” este interpretat pe podiumurile transparente, iar Gaga declară audienței că urmează să-și schimbe ținuta pe scenă. Începutul piesei „Ratchet” este difuzat pe măsură ce Gaga se dezbracă, iar stiliștii ei o ajută să-și pună costumul cu influențe rave și peruca multicoloră. Interpretarea piesei „Bad Romance” începe cu coregrafia originală din videoclipul muzical, moment urmat de „Applause”. În timpul acestei secvențe sunt afișate imagini cu Gaga în diverse deghizări. Solista începe să cânte „Swine”, iar dansatorii aruncă animale de pluș către fanii din public utilizând tunuri. Artista părăsește scena din nou pentru o ultimă schimbare de ținută, și apare interpretând piesa „Gypsy” drept bis. Gaga cântă mare parte din melodie stând la pian, însă la un moment se ridică și merge pe podium, spectacolul finalizându-se pe scena principală.

## Performanță comercială

### Vânzările biletelor

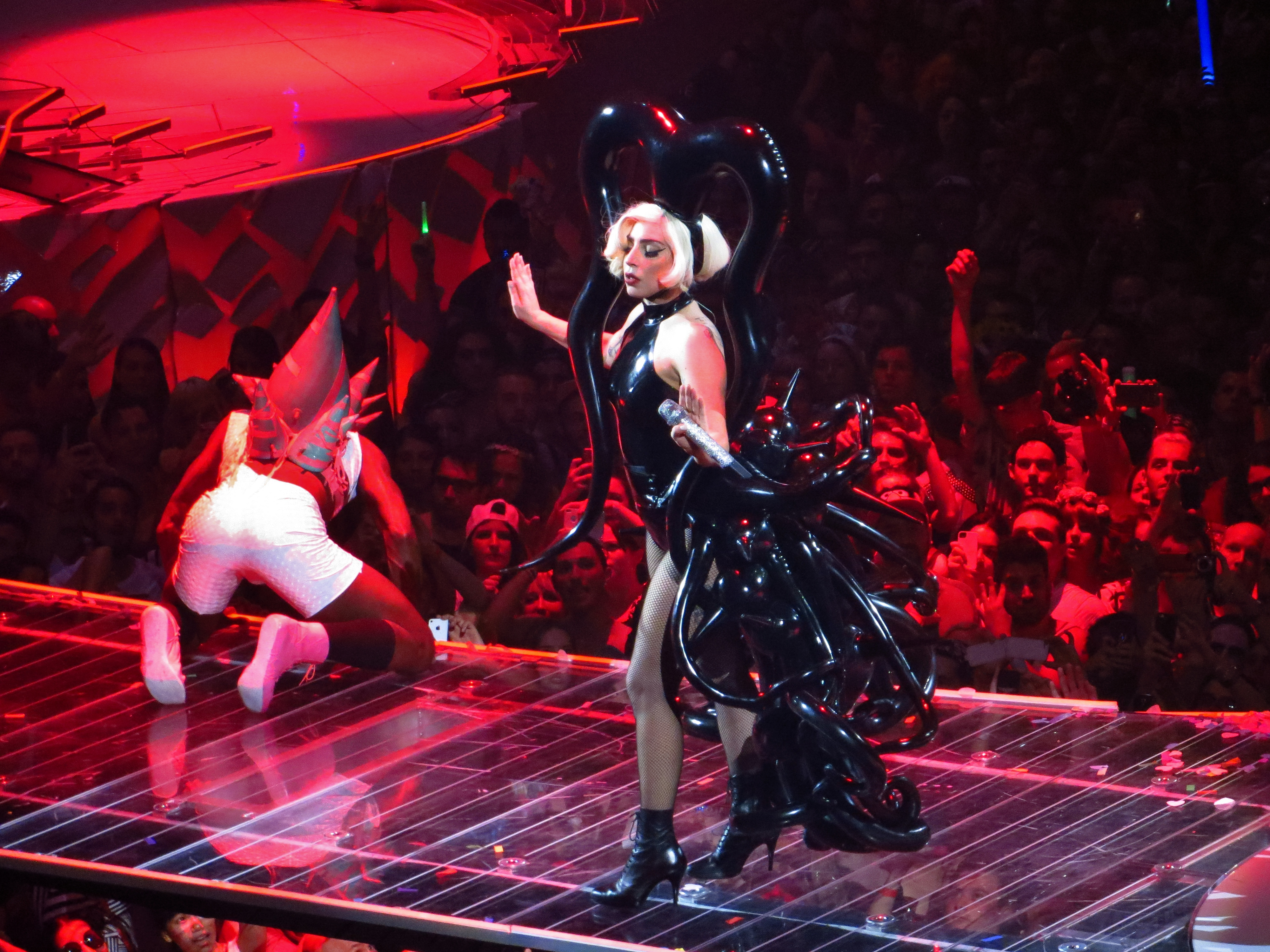
Gaga interpretând melodia „Paparazzi” purtând o rochie cu tentacule.

Biletele au fost puse la dispoziție prima oară pentru membrii rețelei de socializare create de Gaga, Littlemonsters.com. Fiecare bilet vândut online a fost prevăzut cu un cod unic, însă a fost impusă o limitată de patru bilete pe membru. Potrivit datelor furnizate de compania Live Nation, primul lot de bilete a fost pus la vânzare pe 9 decembrie 2013, iar cele pentru spectacolele organizate în Toronto, Winnipeg, Calgary, Los Angeles și Edmonton au fost epuizate în câteva ore. Acest lucru a condus la adăugarea a două noi concerte: unul pe 26 la Amfiteatrul Marcus din Milwaukee, și unul pe 28 iunie la arena Boardwalk Hall din Atlantic City. Pe 29 ianuarie 2014, Gaga a dezvăluit datele spectacolelor din Europa, segment ce urma să înceapă la 23 septembrie 2014, în Belgia. Solista a încheiat un parteneriat cu O2, o rețea de telefonie mobilă din Marea Britanie, care le permitea clienților companiei să achiziționeze biletele pentru turneu cu trei zile înainte ca acestea să fie puse la vânzare către publicul larg. Parteneriatul a inclus o reclamă pentru a promova concertele din Regatul Unit, prezentând-o pe Gaga purtând o rochie cu o pereche de umeri falși acoperiți de sclipici și alergând către o scenă. Aceasta a fost a doua oară când Gaga colaborează alături de O2, prima oară fiind în luna noiembrie 2013 pentru acces exclusiv la cântecele albumului Artpop, înainte de lansarea oficială din Regatul Unit. Ticketmaster a raportat faptul că biletele concertelor din această regiune au fost epuizate în doar cinci minute, determinând-o astfel pe artistă să mai susțină două spectacole în Londra. În lunile aprilie și mai 2014, Gaga a crescut numărul biletelor puse la vânzare după ce a asigurat mărirea capacității locațiilor pentru Regatul Unit și a confirmat faptul că numărul total de concerte va fi opt.
Pentru spectacolele din Statele Unite, Gaga a încheiat un parteneriat cu Absolut Vodka, transformând barul din apropierea scenei într-o sală exclusivă intitulată „Absolut Artpop Lounge”, în care unii fani norocoși puteau să comande cocktail-uri la alegerea lor și să privească spectacolul în același timp. Doi fani erau aleși pe moment din public pentru a ocupa locuri în bar; biletele pentru acces în această sală puteau fi câștigate, de asemenea, prin intermediul unui concurs organizat pe website-ul Absolut. Gaga a explicat că, cu ajutorul companiei Absolut, a fost capabilă „să [creeze] o experiență specială în care fanii pot sta chiar înăuntrul scenei și să aibă propriul bar. Va fi un rave imens în spiritul artei și creativității.” Alte campanii de promovare pentru turneu au fost anunțate pe website și au inclus un concurs în care se putea câștiga o călătorie gratuită către concertul artistei din 30 septembrie la Stockholm, Suedia, precum și spectacole de modă inspirate de Gaga organizate în baruri LGBT din întreaga țară, în care se puteau câștiga biletele pentru spectacol. Patru concerte au fost adăugate în Australia, începând cu 20 august 2014 la Perth. Turneul a inclus un singur concert în Dubai, la Meydan Racecourse, pe 10 septembrie. Ziarul Gulf News a raportat faptul că spectacolul va fi cenzurat pentru a respecta tradițiile culturale din Emiratele Arabe Unite. Potrivit lui Marco Riois, președintele organizației AMI Live care a organizat concertul din Dubai, „vor avea loc câteva modificări... Nu poate fi întregul spectacol, pentru că nu ar fi permis. Așa că va fi un concert special atât pentru Dubai, cât și pentru cultura noastră”.

### Încasări

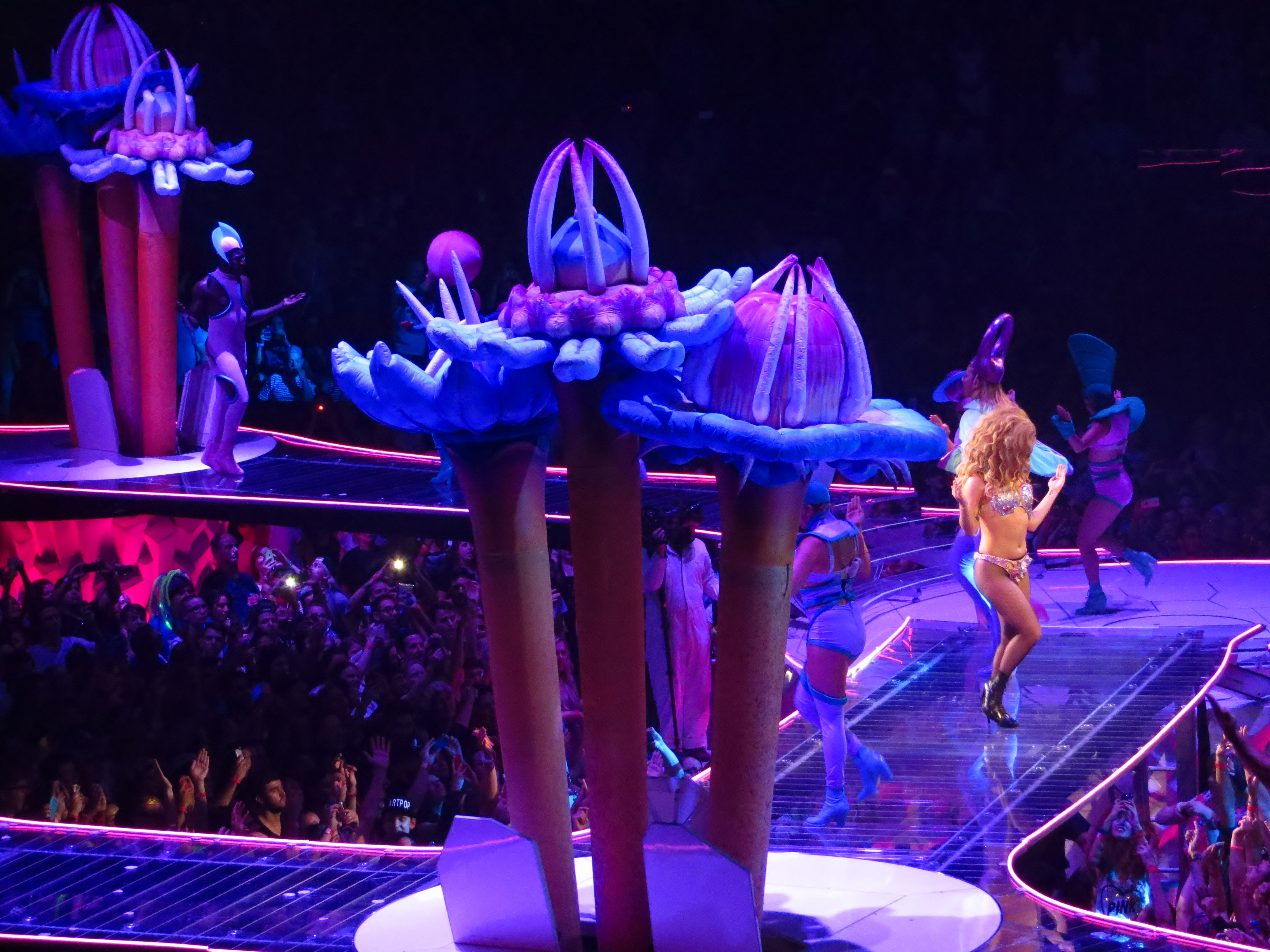
În timpul interpretării piesei „Venus” flori uriașe și decupate apar pe scenă.

Publicația Forbes a vorbit despre prețurile „demne de laudă” asigurate de Live Nation pentru turneu. Jesse Lawrence de la revista respectivă a observat că prețurile biletelor au fost reduse la o medie de 68 de dolari în piețele muzicale principale ale lui Gaga, asigurând astfel o epuizare rapidă. Lawrence a comparat prețurile biletelor pentru ArtRave: The Artpop Ball cu cele pentru turneul Bangerz a lui Miley Cyrus, care aveau o medie de 86 de dolari. În mod contrar, cele mai scumpe bilete pentru piețele muzicale secundare ale lui Gaga au atins un maxim de 269 de dolari, însă cu mai puține bilete disponibile față de turneul lui Cyrus. Această decizie a fost luată pentru a asigura că spectacolele vor avea profit considerabil. Lawrence a concluzionat prin a spune că „prețurile lui Lady Gaga sunt făcute cu o viziune pe termen mai lung și scopul lor principal de a asigura accesul a cât de mulți fani posibili, în loc să stoarcă fiecare dolar din buzunarele oamenilor.” În aprilie 2014, redactorul a raportat faptul că, în urma interpretării lui Gaga de la Roseland Ballroom, prețurile biletelor din piețele secundare au avut parte de o creștere de 5,3%, cea mai mare creștere fiind vizibilă la Arena Philips din Atlanta. Prețurile celor mai scumpe bilete pentru Madison Square Garden au fost crescute până la 338,81 de dolari, cu 42.6% mai mult decât prețul biletelor obișnuite. Alte locații în care prețurile au avut parte de măriri au fost Arena MGM Grand Garden din Las Vegas, Arena TD Garden din Boston, și Arena United Center din Chicago. Totodată, prețurile au fost crescute pentru primele două concerte din Arena Staples în Los Angeles, rezultând unul dintre cele mai costisitoare spectacole din turneu. Prețurile au fost scăzute ulterior pentru cel de-al doilea concert, și au început să scadă treptat odată cu evoluția turneului. Cea mai evidentă scădere a avut loc la spectacolele de pe 12 și 15 mai organizate în Washington și, respectiv, Philadelphia, prețurile fiind micșorate cu 29,5%.
Publicațiile mass-media au susținut că vânzările biletelor pentru turneu au început să intre în declin, determinându-l pe Arthur Fogel, președintele diviziei Global Touring a Live Nation, să descrie aceste articole drept „ridicole”. El a ținut să clarifice pentru revista Billboard faptul că 80% din bilete au fost vândute în America de Nord și Europa, și încă există procese de a pune la dispoziție numeroase date suplimentare în alte locații. Cele douăzeci și nouă spectacole organizate în America de Nord au avut încasări de 26 de milioane de dolari, cu o medie de aproximativ 900.000 de dolari pe concert. Fogel a adresat, de asemenea, relatările conform cărora Live Nation a întâmpinat pierderi de 30 de milioane de dolari în urma turneului lui Gaga, spunând că dacă o astfel de situație ar fi avut loc într-adevăr, compania ar fi anulat spectacolele. „Chiar nu înțeleg cum astfel de tâmpenii fac avânt printre oameni care nu-și fac temele... Doar un om complet nebun ar face astfel de afirmații, iar acestea vin doar de la cineva care are un plan bine stabilit, pentru că nu au absolut niciun sens, în vreun fel”, a concluzionat Fogel. Au fost vândute în total 800.000 de bilete pentru turneu, conform revistei Billboard.
În iunie 2014, Billboard a dezvăluit primele cifre ale turneului, până la concertul de pe 2 iunie. Gaga a fost clasată pe locul patru cu încasări de 13,9 milioane de dolari din peste 171.000 de bilete vândute. Încasările pentru spectacolele din Roseland Ballroom au fost, de asemenea, lansate, cu un total de 1,5 milioane de dolari adunați din peste 24.000 de bilete vândute. În octombrie 2014, cel de-al doilea set de încasări a fost dezvăluit, cu încasări de 46.933.594 de dolari din 509.741 de bilete vândute, oferindu-i astfel locul doi lui Gaga în ierarhie. Ultimele încasări au fost lansate în decembrie 2014, interpretarea finală de la Arena Palais Omnisports Bercy din Paris încasând un total de 1,2 milioane de dolari cu o audiență de 13.013 membrii. În total, turneul ArtRave: The Artpop Ball a obținut 83 de milioane de dolari din 920.088 de bilete vândute la 74 de spectacole raportate de Billboard. În clasamentul celor mai de succes turnee din anul 2014 realizat de compania Pollstar, Gaga a ocupat locul șapte cu 88,7 de milioane de dolari din 947.852 de bilete vândute la 84 de spectacole, fiind incluse cele șapte concerte de la Roseland Ballroom. Revista Billboard a clasat seria de concerte pe locul nouă în lista de finalul al anului 2014, cu un total de 76 de concerte.

## Recepția criticilor

### America de Nord

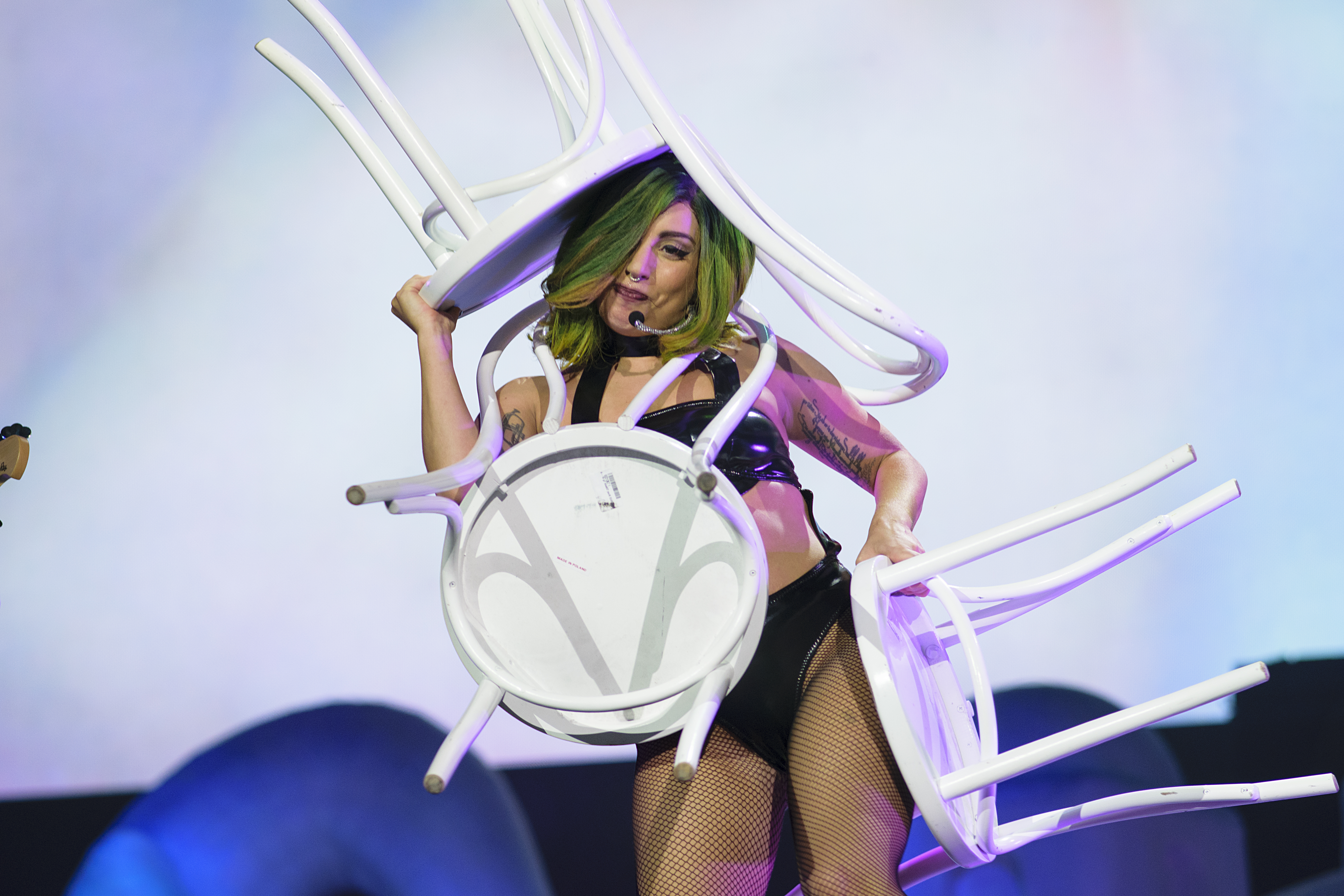
Gaga cântând „Mary Jane Holland” purtând o perucă verde și acoperindu-și trupul cu un set de scaune.

John Walker de la MTV News a oferit o recenzie concertului de deschidere în Fort Lauderdale, declarându-se impresionat de spectacol. Redactorului i-a plăcut în mod deosebit momentul în care, după interpretarea piesei „Alejandro”, Gaga decide să-și schimbe costumul pe scenă cu ajutorul stiliștilor. Walker a adăugat: „pentru a demonstra acest lucru, [Gaga] și-a scos peruca verde și cu o lungime până la umeri de una singură. Da, și-a smuls propria perucă. Oare ce ar spune expediția Warholiană inversată [despre asta]?” Într-o altă recenzie, Walker a scos în evidență faptul că turneul a extins conexiunile „fan-artist” specifice lui Gaga, și teatralitatea dezvoltată în Born This Way Ball. Adam Carlson de la revista Billboard a lăudat concertul, opinând că a transformat „scena” într-o „adevărată surpriză”. Editorul a complimentat coregrafia și schimbările constante de ținute, explicând: „să vorbești despre interpretările [lui Gaga] este mult distractiv decât să asculți, dar nu luați asta ca pe o insultă. Însă pur și simplu sunt multe de discutat.” Chris Richards de la ziarul The Washington Post a spus că „pentru un concert pop într-o arenă [Verizon Center], a fost o atmosferă plăcută. Pentru un exercițiu public de iubire necondiționată și reciprocă, a fost ceva unic [pentru Gaga].”
Glenn Gamboa de la ziarul Newsday a fost impresionat de interpretări, afirmând: „Fie că vorbim despre caraghiosul «Venus», jucăușa «Donatella» sau întoarcerea la muzica soul în «Do What U Want», secvența în care a încoronat piesa cu un moment a cappella și puțin gospel, [Gaga] a umplut piesele cu o intensitate de-a dreptul contagioasă.” Lauren Moraski de la postul de televiziune CBS News a opinat că Gaga a fost „la turație maximă” în timpul spectacolului și „s-a simțit ca acasă” în compania publicului din New York. Frank Scheck de la revista The Hollywood Reporter a lăudat montajul scenei, costumele și aspectul încărcat de divertisment al turneului, spunând: „Spre deosebire de Madonna care se implică în interpretări teatrale similare și exagerate, însă mult mai liniștite, Gaga investește în spectacolele cu o bunătate incontestabil și din toată inima.” Scheck a apreciat interpretările cântecelor „Gypsy” și „Born This Way”.
O recenzie negativă a venit din partea lui Rob Sheffield de la publicația Rolling Stone, afirmând că interpretarea de la Madison Square Garden a fost „dezamăgitoare” și numind concertul „un simplu spectacol arena-rock obișnuit și banal, cel prin care o formație trebuie să-și vândă albumul făcut de mântuială”. Redactorul a criticat decizia lui Gaga de a ignora piese de pe albumul Born This Way și single-urile sale de succes. Dan DeLuca de la ziarul Philadelphia Daily News a scris că „spectacolul a fost tulburat de prea multe momente puternice de electro și dance de pe ARTPOP, slăbiciunile ieșind la iveală de fiecare dată când trebuia să se întoarcă la hiturile ei ispititoare”. Editorul a susținut, de asemenea, că artista a interpretat „mult prea multe cântece” de pe albumul Artpop. Într-o recenzie pentru ziarul The Boston Globe, James Reed a considerat că „ceva lipsește” din spectacolul lui Gaga, oferind per total o atmosferă „seacă”. El a criticat, de asemenea, faptul că artista a avut nevoie de sprijin prin piese de acompaniament pentru a-și cânta melodiile. Joey Guerra de la ziarul Houston Chronicle a fost de părere că spectacolul a fost „incoerent”, spunând că „tranzițiile între segmente au fost destul de slabe, în special spre final.”

### Oceania, Asia, și Europe

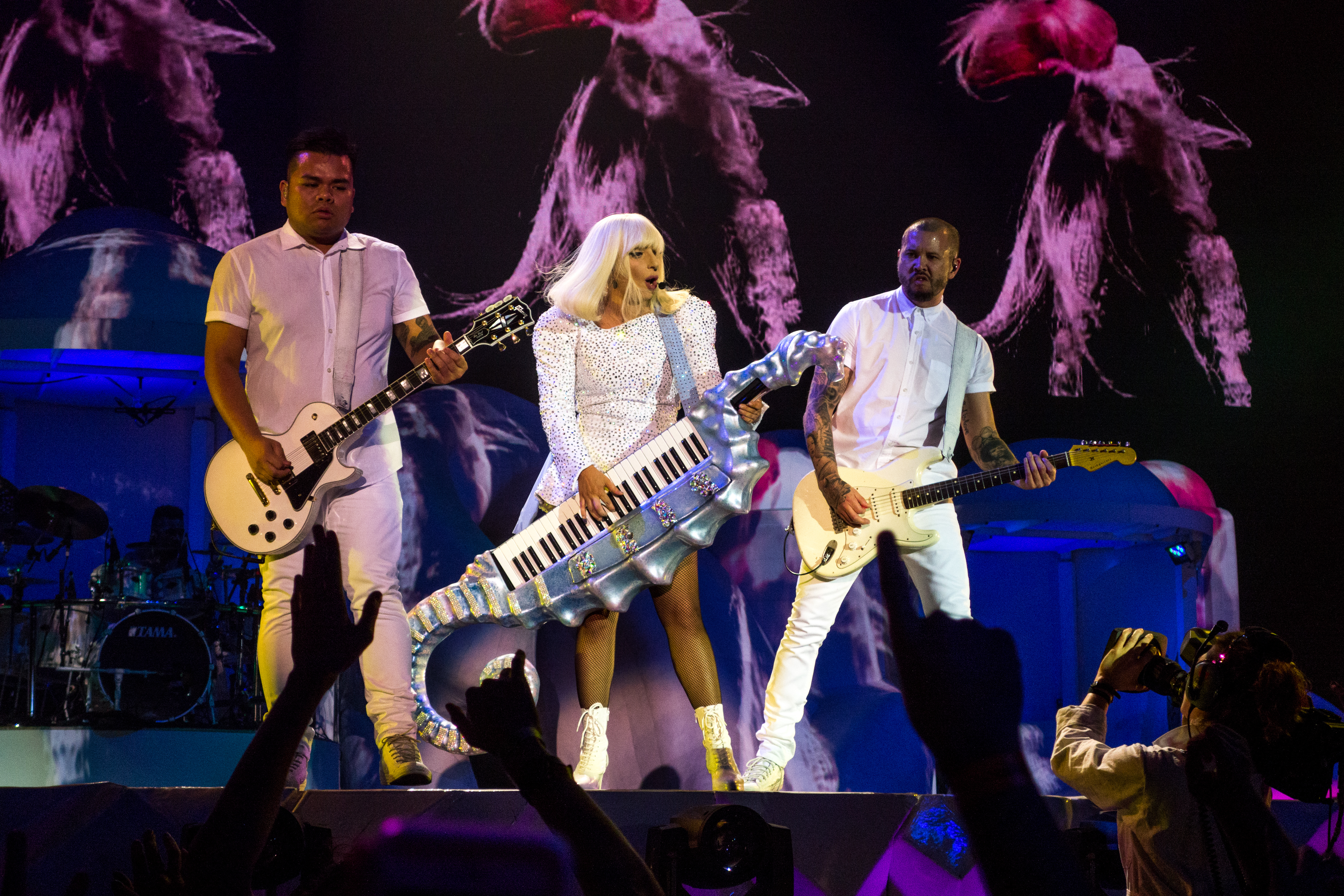
Gaga cântând single-ul „Just Dance” la o claviatură cu forma unui căluț de mare.

Candice Barnes de la ziarul The Sydney Morning Herald a oferit o recenzie pozitivă concertului, spunând că Gaga „a oferit un spectacol demn de o regină” la Arena Perth. „Creat drept un «rave artistic», a fost destul de greu să distingi momentul în care arta s-a terminat iar muzica începe”, a concluzionat redactorul. În mod contrar, Ross McCrae de la ziarul The West Australian a criticat aspru concertul, numindu-l „un spectacol arena rock în mijlocul drumului” și observând lipsa de interes a publicului în interpretări. Vânzările slabe ale biletelor au fost remarcate de un editor al website-ului News.com.au, adăugând că „nimeni nu o poate acuza pe Lady Gaga că nu este atentă la fiecare detaliu al producțiilor live, sau că nu reușește să facă un spectacol plin de energie și din toată inima.” Jenny Valentish de la revista Time Out a oferit spectacolului din Melbourne cinci din cinci stele, numind-o pe Gaga „o cântăreață fenomenală cu o voce imensă (...) ce se poate plia pe orice gen muzical”, și lăudând formația live și schimbările de costume.
Saeed Saeed, critic al ziarului The National, a descris concertul drept „extrem de distractiv” și „livrează misiunea supremă a muzicii pop: aceea de a dansa până uiți de griji”. Într-o recenzie a concertului atenuat din Dubai pe motive religioase, Mohammed Kadry de la ziarul Khaleej Times a observat că Gaga a reușit să „facă spectacol” și „a fost foarte determinată să intre în conexiune cu publicului prin reconstituirea câtorva fraze colocviale și flatante”. Debra Kamin de la The Times of Israel a lăudat vocea cântăreței și a adăugat: „concertul a oferit tot ceea ce Gaga le-a promis fanilor plin de așteptări — un spectacol zgomotos, fluorescent, explicit sexual, și amețitor de luminos.”
Dave Simpson de la publicația The Guardian a oferit o recenzie pozitivă spectacolului de la Birmingham, acordându-i patru din cinci stele. El a afirmat că „Gaga a fost deseori acuzată că este înșelătoare și complet lipsită de suflet, însă concertul din această seară a fost o afirmație puternică din partea unui superstar ce refuză cu tărie să fie doborât sau anulat.” Daniel Dylan Wray de la ziarul The Independent i-a acordat patru din cinci stele concertului din Birmingham, descriindu-l drept „gălăgios, colorat, și deseori emblematic unei petreceri distractive și dispensabile”. Katie Fitzpatrick de la ziarul Manchester Evening News a acordat cinci din cinci stele spectacolului, lăudând vocea lui Gaga, formația live, ținutele, și conexiunea cu fanii – îndeosebi în acest concert la care artista a ajutat un fan să-și ceară în căsătorie partenerul pe scenă. Katie a opinat că „titlul ostentativ «ArtRave» ar putea să reafirme că Gaga este femeia spectacol în strânsă legătură cu arta ei. Însă această micuță doamnă cu o pereche de plămâni foarte puternici este, fără îndoială, foarte inimoasă și pasionată [de ceea ce face].” Ludovic Hunter-Tilney de la ziarul Financial Times a oferit concertului trei din cinci stele, criticând piesele de pe Artpop cu excepția melodiei cu același nume, însă lăudând secvențele acustice și interpretate la pian.

## Înregistrare și transmisie
La 17 noiembrie 2014 Gaga a anunțat prin intermediul rețelelor de socializare faptul că ultimul concert din turneu, care a avut loc la Arena Bercy din Franța pe 24 noiembrie, urma să fie transmis live în întreaga lume, pe website-ul Yahoo! Live. Spectacolul a început cu o prezentare video de treizeci de minute a unor portrete cu Gaga, fotografiate de Robert Wilson. Imaginile au fost anterior expuse la Muzeul Luvru din Paris. Transmisiunea în direct a doborât recorduri pentru Yahoo! Live și Live Nation.

## Lista pieselor
Această listă este preluată din concertul organizat în Milano, Italia, și nu este reprezentativă pentru toate datele turneului.
1. „Artpop”
2. „G.U.Y.”
3. „Donatella”
4. „Venus”
5. „Manicure”
6. „Just Dance”
7. „Poker Face”
8. „Telephone”
9. „Partynauseous”
10. „Paparazzi”
11. „Do What U Want”
12. „Dope”
13. „Yoü and I”
14. „Born This Way”
15. „The Edge of Glory”
16. „Judas”
17. „Aura”
18. „Sexxx Dreams”
19. „Mary Jane Holland”
20. „Alejandro”
21. „Bang Bang (My Baby Shot Me Down)”
22. „Bad Romance”
23. „Applause”
24. „Swine”

Bis
1. „Gypsy”

## Datele turneului
| Dată               | Oraș             | Țară                       | Locație                        | Act de deschidere               | Prezență          | Profit          |
| America de Nord    | America de Nord  | America de Nord            | America de Nord                | America de Nord                 | America de Nord   | America de Nord |
| ------------------ | ---------------- | -------------------------- | ------------------------------ | ------------------------------- | ----------------- | --------------- |
| 4 mai 2014         | Sunrise          | Statele Unite ale Americii | Centrul BB&T                   | Lady Starlight                  | 12.977 / 12.977   | 1.173.695$      |
| 6 mai 2014         | Atlanta          | Statele Unite ale Americii | Arena Philips                  | Lady Starlight Hatsune Miku     | 10.480 / 10.480   | 941.142$        |
| 8 mai 2014         | Pittsburgh       | Statele Unite ale Americii | Centrul Consol Energy          | Lady Starlight Hatsune Miku     | 12.185 / 12.185   | 961.090$        |
| 10 mai 2014        | Uncasville       | Statele Unite ale Americii | Arena Mohegan Sun              | Lady Starlight Hatsune Miku     | 7.722 / 7.722     | 564.692$        |
| 12 mai 2014        | Washington, D.C. | Statele Unite ale Americii | Centrul Verizon                | Lady Starlight Hatsune Miku     | 14.866 / 14.866   | 1.014.800$      |
| 13 mai 2014        | New York City    | Statele Unite ale Americii | Madison Square Garden          | Lady Starlight Hatsune Miku     | 14.326 / 14.326   | 1.625.812$      |
| 15 mai 2014        | Philadelphia     | Statele Unite ale Americii | Centrul Wells Fargo            | Lady Starlight Hatsune Miku     | 15.424 / 15.424   | 1.037.606$      |
| 17 mai 2014        | Detroit          | Statele Unite ale Americii | Arena Joe Louis                | Lady Starlight Hatsune Miku     | 11.971 / 11.971   | 954.173$        |
| 18 mai 2014        | Cleveland        | Statele Unite ale Americii | Arena Quicken Loans            | Lady Starlight Hatsune Miku     | 12.792 / 12.792   | 1.000.814$      |
| 20 mai 2014        | Saint Paul       | Statele Unite ale Americii | Centrul Xcel Energy            | Lady Starlight Hatsune Miku     | 10.084 / 10.084   | 796.395$        |
| 22 mai 2014        | Winnipeg         | Canada                     | Centrul MTS                    | Lady Starlight Hatsune Miku     | 12.507 / 12.507   | 974.017$        |
| 25 mai 2014        | Calgary          | Canada                     | Scotiabank Saddledome          | Lady Starlight Hatsune Miku     | 12.662 / 12.662   | 982.731$        |
| 26 mai 2014        | Edmonton         | Canada                     | Rexall Place                   | Lady Starlight Hatsune Miku     | 13.855 / 13.855   | 1.053.861$      |
| 2 iunie 2014       | San Diego        | Statele Unite ale Americii | Arena Viejas                   | Lady Starlight Hatsune Miku     | 9.332 / 9.332     | 851.927$        |
| 3 iunie 2014       | San Jose         | Statele Unite ale Americii | Centrul SAP                    | Lady Starlight Hatsune Miku     | 13.622 / 13.622   | 1.201.315$      |
| 26 iunie 2014      | Milwaukee        | Statele Unite ale Americii | Amfiteatrul Marcus             | Lady Starlight Crayon Pop       | 18.201 / 23.089   | 1.169.670$      |
| 28 iunie 2014      | Atlantic City    | Statele Unite ale Americii | Boardwalk Hall                 | Lady Starlight Crayon Pop       | 13.363 / 13.363   | 1.366.626$      |
| 30 iunie 2014      | Boston           | Statele Unite ale Americii | TD Garden                      | Lady Starlight Crayon Pop       | 13.848 / 13.848   | 1.190.212$      |
| 2 iulie 2014       | Montreal         | Canada                     | Centrul Bell                   | Lady Starlight Crayon Pop       | 12.709 / 12.709   | 965.286$        |
| 4 iulie 2014       | Quebec City      | Canada                     | Plains of Abraham              | N/A                             | N/A               | N/A             |
| 5 iulie 2014       | Ottawa           | Canada                     | LeBreton Flats                 | N/A                             | N/A               | N/A             |
| 7 iulie 2014       | Buffalo          | Statele Unite ale Americii | Centrul First Niagara          | Lady Starlight Crayon Pop       | 12.076 / 12.076   | 874.785$        |
| 9 iulie 2014       | Toronto          | Canada                     | Centrul Air Canada             | Lady Starlight Crayon Pop       | 15.813 / 15.813   | 1.355.260$      |
| 11 iulie 2014      | Chicago          | Statele Unite ale Americii | Centrul United                 | Lady Starlight Crayon Pop       | 15.112 / 15.112   | 1.314.360$      |
| 14 iulie 2014      | San Antonio      | Statele Unite ale Americii | Centrul AT&T                   | Lady Starlight Crayon Pop       | 10.125 / 10.125   | 888.278$        |
| 16 iulie 2014      | Houston          | Statele Unite ale Americii | Centrul Toyota                 | Lady Starlight Crayon Pop       | 11.410 / 11.410   | 967.441$        |
| 17 iulie 2014      | Dallas           | Statele Unite ale Americii | Centrul American Airlines      | Lady Starlight Crayon Pop       | 11.949 / 11.949   | 1.006.048$      |
| 19 iulie 2014      | Las Vegas        | Statele Unite ale Americii | Arena MGM Grand Garden         | Lady Starlight Crayon Pop       | 24.948 / 24.948   | 2.379.981$      |
| 21 iulie 2014      | Los Angeles      | Statele Unite ale Americii | Centrul Staples                | Lady Starlight Crayon Pop       | 26.923 / 26.923   | 2.444.324$      |
| 22 iulie 2014      | Los Angeles      | Statele Unite ale Americii | Centrul Staples                | Lady Starlight Crayon Pop       | 26.923 / 26.923   | 2.444.324$      |
| 25 iulie 2014      | Atlanta          | Statele Unite ale Americii | Centennial Olympic Park        | N/A                             | N/A               | N/A             |
| 30 iulie 2014      | Phoenix          | Statele Unite ale Americii | Centrul US Airways             | Lady Starlight Babymetal        | 8.187 / 8.187     | 670.198$        |
| 1 august 2014      | Las Vegas        | Statele Unite ale Americii | Arena MGM Grand Garden         | Lady Starlight Babymetal        | [ f ]             | [ f ]           |
| 2 august 2014      | Stateline        | Statele Unite ale Americii | Arena Harveys Outdoor          | Lady Starlight Babymetal        | 7.189 / 7.189     | 997.536$        |
| 4 august 2014      | Salt Lake City   | Statele Unite ale Americii | Arena EnergySolutions          | Lady Starlight Babymetal        | 9.359 / 9.359     | 516.910$        |
| 6 august 2014      | Denver           | Statele Unite ale Americii | Centrul Pepsi                  | Lady Starlight Babymetal        | 10.660 / 10.660   | 853.570$        |
| 8 august 2014      | Seattle          | Statele Unite ale Americii | KeyArena                       | Lady Starlight                  | 10.882 / 10.882   | 874.668$        |
| 9 august 2014      | Vancouver        | Canada                     | Arena Rogers                   | Lady Starlight                  | 13.449 / 13.449   | 962.524$        |
| Asia               |                  |                            |                                |                                 |                   |                 |
| 13 august 2014     | Chiba            | Japonia                    | Stadionul Chiba Marine         | Lady Starlight Momoiro Clover Z | 50.453 / 50.453   | 7.874.436$      |
| 14 august 2014     | Chiba            | Japonia                    | Stadionul Chiba Marine         | Lady Starlight Momoiro Clover Z | 50.453 / 50.453   | 7.874.436$      |
| 16 august 2014     | Seoul            | Coreea de Sud              | Stadionul Olympic              | N/A                             | N/A               | N/A             |
| Oceania            |                  |                            |                                |                                 |                   |                 |
| 20 august 2014     | Perth            | Australia                  | Arena Perth                    | Lady Starlight                  | 8.120 / 8.120     | 744.661$        |
| 23 august 2014     | Melbourne        | Australia                  | Arena Rod Laver                | Lady Starlight                  | 17.253 / 17.253   | 1.732.910$      |
| 24 august 2014     | Melbourne        | Australia                  | Arena Rod Laver                | Lady Starlight                  | 17.253 / 17.253   | 1.732.910$      |
| 26 august 2014     | Brisbane         | Australia                  | Centrul Brisbane Entertainment | Lady Starlight                  | 9.249 / 9.249     | 913.894$        |
| 30 august 2014     | Sydney           | Australia                  | Arena Allphones                | Lady Starlight                  | 20.445 / 20.445   | 1.818.090$      |
| 31 august 2014     | Sydney           | Australia                  | Arena Allphones                | Lady Starlight                  | 20.445 / 20.445   | 1.818.090$      |
| Asia               |                  |                            |                                |                                 |                   |                 |
| 10 septembrie 2014 | Dubai            | Emiratele Arabe Unite      | Meydan Racecourse              | Lady Starlight                  | 8.365 / 8.365     | 1.835.201$      |
| 13 septembrie 2014 | Tel Aviv         | Israel                     | Yarkon Park                    | Lady Starlight                  | 18.984 / 18.984   | 1.786.945$      |
| Europa             |                  |                            |                                |                                 |                   |                 |
| 16 septembrie 2014 | Istanbul         | Turcia                     | Stadionul ITU                  | Lady Starlight                  | 19.157 / 19.157   | 1.123.106$      |
| 19 septembrie 2014 | Atena            | Grecia                     | Stadionul Olympic              | Lady Starlight                  | 26.860 / 26.860   | 941.091$        |
| 23 septembrie 2014 | Antwerp          | Belgia                     | Sportpaleis                    | Lady Starlight                  | 15.188 / 15.188   | 1.394.133$      |
| 24 septembrie 2014 | Amsterdam        | Olanda                     | Ziggo Dome                     | Lady Starlight                  | 14.196 / 14.196   | 1.273.725$      |
| 27 septembrie 2014 | Herning          | Danemarca                  | Jyske Bank Boxen               | Lady Starlight                  | 10.534 / 10.534   | 916.980$        |
| 29 septembrie 2014 | Oslo             | Norvegia                   | Arena Telenor                  | Lady Starlight                  | 8.948 / 8.948     | 708.509$        |
| 30 septembrie 2014 | Stockholm        | Suedia                     | Ericsson Globe                 | Lady Starlight                  | N/A               | N/A             |
| 3 octombrie 2014   | Hamburg          | Germania                   | O2 World Hamburg               | Lady Starlight                  | 11.430 / 11.430   | 1.094.202$      |
| 5 octombrie 2014   | Praga            | Cehia                      | Arena O2 Praga                 | Lady Starlight                  | 10.734 / 10.734   | 776.719$        |
| 7 octombrie 2014   | Köln             | Germania                   | Arena Lanxess                  | Lady Starlight                  | 13.189 / 13.189   | 1.139.559$      |
| 9 octombrie 2014   | Berlin           | Germania                   | O2 World Berlin                | Lady Starlight                  | 10.555 / 10.555   | 950.331$        |
| 15 octombrie 2014  | Birmingham       | Anglia                     | Arena Barclaycard              | Lady Starlight                  | 12.092 / 12.092   | 1.329.847$      |
| 17 octombrie 2014  | Dublin           | Irlanda                    | 3Arena                         | Lady Starlight                  | 11.497 / 11.497   | 1.117.109$      |
| 19 octombrie 2014  | Glasgow          | Scoția                     | SSE Hydro                      | Lady Starlight                  | 11.554 / 11.554   | 1.278.571$      |
| 21 octombrie 2014  | Manchester       | Anglia                     | Arena Phones 4u                | Lady Starlight                  | 14.719 / 14.719   | 1.625.149$      |
| 23 octombrie 2014  | Londra           | Anglia                     | Arena O2                       | Lady Starlight                  | 42.845 / 42.845   | 4.631.817$      |
| 25 octombrie 2014  | Londra           | Anglia                     | Arena O2                       | Lady Starlight                  | 42.845 / 42.845   | 4.631.817$      |
| 26 octombrie 2014  | Londra           | Anglia                     | Arena O2                       | Lady Starlight                  | 42.845 / 42.845   | 4.631.817$      |
| 30 octombrie 2014  | Paris            | Franța                     | Zénith Paris                   | Lady Starlight                  | 12.301 / 12.301   | 1.071.553$      |
| 31 octombrie 2014  | Paris            | Franța                     | Zénith Paris                   | Lady Starlight                  | 12.301 / 12.301   | 1.071.553$      |
| 2 noiembrie 2014   | Viena            | Austria                    | Wiener Stadthalle              | Lady Starlight                  | 11.586 / 13.598   | 1.055.678$      |
| 4 noiembrie 2014   | Milano           | Italia                     | Mediolanum Forum               | Lady Starlight                  | 10.852 / 10.852   | 989.889$        |
| 6 noiembrie 2014   | Zürich           | Elveția                    | Hallenstadion                  | Lady Starlight                  | 13.259 / 13.259   | 1.314.684$      |
| 8 noiembrie 2014   | Barcelona        | Spania                     | Palau Sant Jordi               | Lady Starlight                  | 17.513 / 17.513   | 1.420.987$      |
| 10 noiembrie 2014  | Lisabona         | Portugalia                 | Arena MEO                      | Lady Starlight                  | 7.345 / 7.345     | 365.313$        |
| 13 noiembrie 2014  | Birmingham       | Anglia                     | Arena Barclaycard              | Lady Starlight                  | 6.129 / 6.129     | 455.781$        |
| 16 noiembrie 2014  | Glasgow          | Scoția                     | SSE Hydro                      | Lady Starlight                  | 10.403 / 10.403   | 681.824$        |
| 20 noiembrie 2014  | Sheffield        | Anglia                     | Arena Motorpoint Sheffield     | Lady Starlight                  | 11.528 / 11.528   | 672.004$        |
| 22 noiembrie 2014  | Newcastle        | Anglia                     | Arena Metro Radio              | Lady Starlight                  | 8.779 / 8.779     | 824.555$        |
| 24 noiembrie 2014  | Paris            | Franța                     | Arena Bercy                    | Lady Starlight                  | 13.018 / 13.018   | 1.249.746$      |
| Total              | Total            | Total                      | Total                          | Total                           | 920.088 / 926.988 | 83.040.746$     |

## Acreditări și personal
Persoanele care au lucrat la acest turneu sunt preluate din cartea ArtRave: The Artpop Ball.
Impresariat
- Live Nation Global Touring (Mondial) – organizare (Mondial)
- MAC Cosmetics – sponsor (Mondial)
- Absolut Vodka (SUA), O2 (UK) – sponsor
- Bobby Campbell de la Haus of Gaga – impresar
- Lane Bentley de la Haus of Gaga – gestionarea zilnică
- Vincent Herbert pentru Streamline – impresar
- Mary Jo Spillane – impresar călătorii
- Ky Cabot – impresar turneu
- Peter van der Veen – securitate personală
- Kevin Bernal – securitate personală
- Robert Marshall – securitate personală

Personal principal
- Lady Gaga – interpret principal
- Richard „Richie” Jackson – director vizual, coregraf
- Brandon Maxwell – design costume
- Roy Bennett – producție, design lumini
- Michael Bearden – director muzical
- Lacee Franks – co-ordonator creativ
- Alexander Delgado – direcție artistică
- Vincent Herbert – impresariat pentru Streamline
- Sonja Durham – director impresariat, Haus of Gaga
- Ashley Gutierrez – asistent personal
- Tara Savelo – machiaj
- Frederic Aspiras – hair stylist
- Perry Meek – design costume
- Sandra Amador – stilist
- Mary Jo Spillane – impresar călătorii
- Peter van der Been – securitate personală
- Robert Marshall – securitate personală
- Sarah Nicole Tanno – dansator și machiaj pentru formație
- Travisean Haynes – dansator și machiaj pentru formație
- David Odom – fizioterapeut
- Asiel Hardison de la Haus of Gaga – dansator
- Graham Breitenstein – dansator
- Karen Chuang – dansator
- Montana Efaw – dansator
- Kevin Frey – dansator
- Nick Geurts – dansator
- David Masterson – dansator
- Ian McKenzie – dansator
- Tamina Pollack-Paris – dansator
- Sloan-Taylor Rabinor – dansator
- Victor Rojas – dansator
- Gianinni Semedo Moreira – dansator
- Theresa Stone – dansator
- China Taylor – dansator
- Brockett Parsons – claviatură
- George „Spanky” McCurdy – tobe
- Lanar „Kern” Brantley – bas
- Ricky Tillo – chitară
- Tim Stewart – chitară
- Lady Gaga – chitară și claviatură/pian (pentru „Venus”), claviatură (pentru „Just Dance”), pian/claviatură (pentru „Dope”, „You and I” și „Born This Way”)
- LeRoy Bennett – designer producție, designer producție
- Whitney Hoversten – lighting director
- Jason Baeri – administrare lumini
- Oli James  – tehnician lumini (șef de echipă)
- Alex Peters – tehnician lumini
- Mark Pritchard – tehnician lumini
- Mike Rothwell – tehnician lumini
- Leif Le Page – tehnician lumini
- James Jones III – tehnician lumini
- Matt „Skinny” Le Roux – tehnician lumini
- Chris Bartlett – tehnician lumini
- Jason Danter – director producție
- Alicia Geist - coordonator producție
- Ky Cabot – impresar turneu
- Brian Wares – impresar scenă
- Chris Organ – impresar scenă
- Lisa Bruno - șef de garderobă
- Bert Pare – director video
- Tim Brennan – inginer video
- Loren Barton – programator video
- Vincent Cadieux  – tehnician video (șef de echipă)
- Maxime Dube-Morais – tehnician video
- Erin Lynch – tehnician video
- Patrick Vaillancourt – tehnician video
- Eric Simard – tehnician server Hippo Media
- Hayden Hale – operator laser și programator
- Reid Schulte-Deme – tehnician efecte speciale (șef de echipă)
- David Harkness – tehnician efecte speciale
- Robin Henry – programator și operator automatizare
- Todd Green – tâmplar șef
- Lonnie Adams – tâmplar
- Kirk „Rockit” La Rocco – tâmplar
- Erin O'Brian – tâmplar
- Corey Proulx – tâmplar
- Ernie Wagner – tâmplar
- Scotty Waller – tâmplar
- Carl Young – tâmplar
- Ryan Snyder – tâmplar
- Mike Farese – instalator șef
- Danny Machado – instalator
- Kenny „Skippy” Ruhman – instalator
- Rick Wilmot – instalator